# 台红毛杜鹃
台红毛杜鹃（学名：Rhododendron rubropilosum）为杜鹃花科杜鹃花属下的一个种。

## 扩展阅读
- 維基物種上的相關：台红毛杜鹃